# Kaap Tobin
Kaap Tobin (Deens: Kap Tobin) is een kaap in de gemeente Sermersooq in het oosten van Groenland. De kaap ligt in het uiterste zuiden van Liverpoolland
De kaap ligt op de noordoever van de monding van het fjord Kangertittivaq in de Noordelijke IJszee. De kaap ligt aan de overzijde van het fjord gezien vanuit Kaap Brewster. De dichtstbijzijnde plaats is Ittoqqortoormiit dat negen kilometer te noorden van Kaap Tobin gelegen is.